# Вишневе (Черняховський район)
Вишневе (рос. Вишнёвое) — селище Черняховського району, Калінінградської області Росії. Входить до складу Калузького сільського поселення.
Населення —  0 осіб (2015 рік). 

## Населення
| 2002 | 2010 |
| ---- | ---- |
| 4    | ↘0   |